# Nazionale maschile di pallamano della Georgia
La nazionale georgiana di pallamano rappresenta la Georgia nelle competizioni internazionali e la sua attività è gestita dalla Georgian National Handball Federation (in georgiano: საქართველოს ხელბურთის ფედერაცია).
La rappresentativa partecipa alle competizioni internazionali dal 1992, ottenendo per la prima volta la partecipazione ai Campionati europei del 2024.

## Palmarès
Nel 2024, la rappresentativa ha partecipato per la prima volta al campionato europeo.
La nazionale ha vinto l'IHF Emerging Nations Championshipy, torneo riservato alle nazionali emergenti, nel 2019 e nel 2021.